# Psammodynastes
Psammodynastes là một chi rắn thuộc họ Pseudaspididae.

## Các loài
Chi Psammodynastes có các loài sau:
- Psammodynastes pictus Günther, 1858
- Psammodynastes pulverulentus (Boie, 1827)